# Snookerweltmeisterschaft 1955
Die Snookerweltmeisterschaft 1955 (offiziell: Professional Matchplay Championship 1955) war die vierte Austragung der Professional Matchplay Championship. Sie fand im März 1955 im Blackpool Tower Circus in Blackpool statt.
Der Engländer Fred Davis wurde durch einen 38:35-Sieg im Finale gegen seinen Landsmann John Pulman zum vierten Mal in Folge Weltmeister und zum siebten Mal insgesamt.

## Turnierplan
| Viertelfinale 61 Frames | Viertelfinale 61 Frames |    |  | Halbfinale 62 Frames | Halbfinale 62 Frames |  |            | Finale 73 Frames | Finale 73 Frames |
|                         |                         |    |  |                      |                      |  |            |                  |                  |
| Jackie Rea              | 31                      |    |  | Fred Davis           | 36                   |  |            |                  |                  |
| Harry Stokes            | 19                      |    |  | Jackie Rea           | 25                   |  |            |                  |                  |
|                         |                         |    |  |                      |                      |  | Fred Davis | 37               |                  |
|                         | John Pulman             | 34 |  |                      |                      |  |            |                  |                  |
| John Pulman             | 22                      |    |  | Alec Brown           | 16                   |  |            |                  |                  |
| Rex Williams            | 15                      |    |  | John Pulman          | 31                   |  |            |                  |                  |